# Stagno Lombardo
Stagno Lombardo (lombardul: Stagn) település Olaszországban, Lombardia régióban, Cremona megyében. Lakosainak száma 1413 fő (2023. január 1.). Stagno Lombardo Bonemerse, Castelvetro Piacentino, Cremona, Gerre de’ Caprioli, Pieve d’Olmi, Villanova sull’Arda és Polesine Zibello községekkel határos.

## Népesség
A település lakossága az elmúlt években az alábbi módon változott:
| Lakosok száma | 1570 | 1550 | 1529 | 1413 |
|               | 2013 | 2017 | 2018 | 2023 |